# San Lorencito
San Lorencito ist eine Ortschaft im Departamento Tarija im südamerikanischen Anden-Staat Bolivien.

## Lage im Nahraum
San Lorencito ist der siebtgrößte Ort des Kanton Iscayachi im Municipio El Puente in der Provinz Eustaquio Méndez. Die Ortschaft liegt auf einer Höhe von 3420 m am linken, westlichen Ufer des Río Tomayapo, der knapp neunzig Kilometer flussabwärts in den Río San Juan del Oro fließt.

## Geographie
San Lorencito liegt im südöstlichen Teil der kargen Hochebene des bolivianischen Altiplano. Das Klima ist wegen der Binnenlage kühl und trocken und durch ein typisches Tageszeitenklima gekennzeichnet, bei dem die mittleren Temperaturschwankungen zwischen Tag und Nacht in der Regel deutlich größer sind als die jahreszeitlichen Schwankungen.
Die Jahresdurchschnittstemperatur liegt bei 11 °C (siehe Klimadiagramm Yunchará) und schwankt nur unwesentlich zwischen gut 6 °C im Juni/Juli und gut 14 °C von November bis März. Der Jahresniederschlag beträgt nur knapp 400 mm, mit einer stark ausgeprägten Trockenzeit von April bis Oktober mit Monatsniederschlägen unter 15 mm, und einer Feuchtezeit von Dezember bis Februar mit 80–95 mm Monatsniederschlag.

## Verkehrsnetz
San Lorencito liegt in einer Entfernung von 49 Straßenkilometern nordwestlich von Tarija, der Hauptstadt des gleichnamigen Departamentos.
Von Tarija aus führt die Nationalstraße Ruta 1 nach Norden, durchsticht die Cordillera de Sama in nordwestlicher Richtung und führt über die Ortschaft San Lorencito weiter nach Camargo, Padcoyo und Potosí. In San Lorencito zweigt eine unbefestigte Landstraße in südlicher Richtung ab und führt über Iscayachi und die Pampa de Tajzara weiter nach Yunchará.

## Bevölkerung
Die Einwohnerzahl der Ortschaft ist im vergangenen Jahrzehnt leicht angestiegen:
| Jahr | Einwohner         | Quelle       |
| ---- | ----------------- | ------------ |
| 1992 | keine Detaildaten | Volkszählung |
| 2001 | 214               | Volkszählung |
| 2012 | 243               | Volkszählung |
| 2024 |                   | Volkszählung |